# Mayské písmo

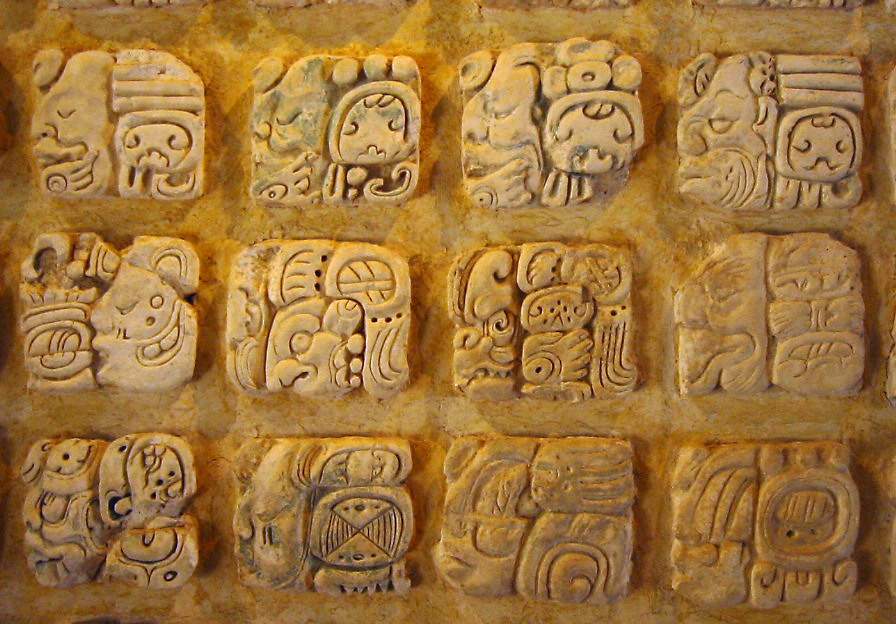
Mayské glyfy v muzeu v Palenque.

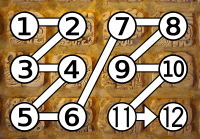
Zápis je často ve sloupcích o šíři 2 znaků (zleva doprava a shora dolů).

Zapsání slova s významem jaguár pomocí logogramu.

Zapsání slova s významem jaguár pomocí 3 slabičných znaků b'a, la a ma.

Mayské písmo je písmo, které používala Mayská civilizace. Jakožto logosylabické písmo kombinuje obrázkové znaky (logogramy) a znaky pro slabiky.

## Luštění
Je známo asi 700 různých znaků a nejstarší dochované texty jsou ze 3. století př. n. l. Podařilo se je rozluštit až koncem 20. století, když zemřel Sir John Eric Sidney Thompson, největší autorita v oboru, který se domníval, že je to čistě obrázkové písmo. Ruský vědec Jurij Knorozov vyslovil roku 1952 lepší hypotézu, že písmo kombinuje obrázky a slabikové znaky, přičemž pro tentýž pojem lze použít několik různých znaků. Díky tomu postupovalo další luštění od konce 20. století velice rychle, takže asi 90 % zachovaných textů dokázali odborníci kolem roku 2015 přečíst.
Tato skutečnost pronikavě změnila idealizovaný pohled na mayskou civilizaci, protože většina textů jsou kronikářské záznamy, zejména o válkách.